# 烟曲霉文C
烟曲霉文C是一种含氮有机化合物，化学式C23H20N2O2，属于烟曲霉文类麥角靈衍生物，存在于烟曲霉（Aspergillus fumigatus）等真菌中。